# Koncert za violončelo in orkester (Elgar)
Koncert za violončelo in orkester v e-molu, op. 85 je zadnje delo angleškega skladatelja Edwarda Elgarja (1857–1934). Avtorju znamenitih Variacij enigma, cikla uvertur Pomp and Circumstance, dveh simfonij, štirih oratorijev in številnih drugih skladb so leta 1918 v Londonu odstranili vneto bezgavko. To je bil v tistem času resen poseg. Ko se je zbudil iz narkoze, je prosil za svinčnik in papir. Zapisal je melodijo, ki je pozneje postala prva tema Koncerta za violončelo. Vrnil se je okrevat v svojo podeželsko hišico na obali v Sussexu, v kateri je štiri leta poslušal bobnenje topov, ki se je z zahodne fronte razlegalo čez Rokavski preliv. Koncert za violončelo in orkester je začel pisati spomladi 1919. Delo je bilo prvič izvedeno 27. oktobra 1919. Izvedel ga je violončelist Felix Salmond z londonskim simfoničnim orkestrom pod vodstvom skladatelja. Elgarju je nekaj mesecev kasneje umrla žena in z njeno smrtjo se je njegovo skladateljsko ustvarjanje končalo. Koncert za violončelo se močno razlikuje od skladateljevih dotedanjih del, saj so vsa po vrsti izražala optimizem in zaupanje v angleški način življenja. Z njim je izrazil strah, obup in razočaranje, ki ga je občutil ob koncu velike vojne, pa tudi občutje bližajoče se starosti in minljivosti. Koncert se začne z dramatičnim solističnim recitativom čela, sledi pa mu kratka kadenca. Nato viole kot iz daljave odigrajo glavno temo. To povzame solist in jo spremeni v močnejšo, bolj bolečo izpoved. Zopet se oglasi orkester, nato pa solist zadnjič odigra glavno temo. Glasbeno dogajanje se razvedri v liričnem srednjem delu stavka. Glavna tema se ponovno oglasi, tokrat hladno in odmaknjeno, kot odmev, nato pa brez premora sledi hitri in lahkotni drugi stavek. Ljubeznivi otožni tretji  stavek začne in konča celoten orkester, na koncu pa ostane solist sam. Četrti stavek se nadaljuje brez premora; glasba preide iz svetlega B-dura v resnobni b-mol, slovesna melodija pa ob grozečih podtonih v spremljavi nenehno preskakuje iz tonalitete v tonaliteto. Proti koncu stavka se tempo upočasni in spet zaslišmo temo iz tretjega stavka. Nato glasba povsem zastane in orkester se zadrži v dolgem akordu. Sledi predelana tema iz prvega stavka, koncert pa sklene ponovni nastop glavne melodije četrtega  stavka. Malo pred smrtjo je Elgar na bolniški postelji zabrundal prvo temo koncerta prijatelju, ki ga je obiskal, in mu dejal: »Če boš po moji smrti na pokopališču na Malvernskih gričih slišal, da nekdo žvižga to melodijo, se ne prestraši. Samo jaz bom.« 

## Stavki
1. Adagio — Moderato
2. Lento — Allegro molto
3. Adagio
4. Allegro — Moderato — Allegro, ma non troppo — Poco più lento — Adagio.